# Преходна пирамида
Преходна пирамида също наклонена пирамида е египетска пирамида с неправилна форма. Най-характерен пример е пирамидата в Дашур, приписвана на фараона Снофру (XXVI в. пр.н.е.)

## Пирамида в Мейдум
Комплексът на Стъпаловидната пирамида в Сакара поставя основите на погребалните структури на Четвъртата династия, а някои от етапите на развитие от стъпаловидната пирамида към класическите пирамиди се виждат в паметниците, изградени от непосредствените наследници на Джосер. Пирамидата, построена в Мейдум (вероятно в началото на четвъртата фараонска династия), е замислена като малка стъпаловидна структура, но е разширена чрез добавянето на седем или осем слоя, след това запълнени с местен камък. Тя се превръща в истинска пирамида, когато стените ѝ са облицовани с бял варовик. Оста на комплекса е завъртяна така, че да има ориентация изток-запад, а не север-юг – новост, която може да се тълкува като нарастващо значение, отдавано на култа към слънцето. Неголямо пространство, вероятно предназначено за ритуално място за приношения, е обособено на източната страна на пирамидата. Тази характеристика е важна, защото е най-ранният известен пример на култово пространство, пряко свързано с царска гробница.
Проследявайки развитието от комплекса на Стъпаловидната пирамида към комплекса от Мейдум, забелязваме значителна промяна в значението и формата на царския погребален комплекс. Този на Стъпаловидната пирамида се отличава със същия вид постройки, каквито, докато царят е бил жив, са използвани за демонстриране на царска власт, докато в Мейдум е налице симетричен и централизиран погребален комплекс, над който доминира пирамидата. Предполага се, че това отразява дълбока промяна в концепцията на царския задгробен живот, а вероятно и в религията. Смята се, че на царя вече не се е гледало като на обикновено превъплъщение на Хор, а са започнали да го идентифицират с бога-слънце. Пирамидата вече не е просто гробница, а позволява на царя да се отъждестви с бога-слънце и да участва пълноценно в дневния му цикъл на раждане, смърт и възкресение.

## Пирамиди в Дашур
На около четиридесет и пет километра на север от Мейдум, в Дашур, са построени още две пирамиди, които се приписват на царуването на Снофру, на когото вероятно дължим и част или цялата пирамида в Мейдум. Възможно е сравнително острият ъгъл на наклона на стените на пирамидата в Мейдум да е причина за частичното рухване на постройката, заради което се е наложило да се внесат промени в проекта на най-южната пирамида в Дашур. И двете пирамиди в Дашур са планирани и изпълнени като истински пирамиди, а увеличеният им размер сочи, че на тях се е гледало като на важни паметници. Тези комплекси включват и най-ранните монументални погребални храмове. Но при южната пирамида очевидно е било решено, че ъгълът на наклона на страните точно над средата на височината на постройката трябва рязко да се намали. Едно от обясненията (възприето от всички египтолози) е, че архитектите са се опитали да избегнат катастрофата от Мейдум. Промяната в проекта придава на паметника скосен вид, поради което го наричат Скосената пирамида.
Този комплекс съдържа прототипа на царски скулптурен храм, свързан с покрита алея. Тук има шест статуи на Снофру, увенчани с короните на Горен и Долен Египет и на Двете земи. Стенните релефи показват царя като владетел на храма, придружаващ боговете и изпълняващ церемонии. Снофру (2613 – 2589 пр.н.е.) е родоначалник на Четвъртата династия и се смята за основател на нова ера. Следващите поколения пазят спомена за него и той е удостоен с честта да стане обект на персонален култ (в противовес на еднаквото почитане, оказвано на всички предишни законни царствени владетели). Южната пирамида е най-ранният оцелял образец на царски погребален паметник, украсен с релефи, които обаче са достатъчно сложни, за да подскажат, че са съществували и по-ранни прототипи.
Северният паметник в Дашур, известен като Червената пирамида, има две главни характеристики, които присъстват по-късно в комплекса на Голямата Хеопсова пирамида в Гиза. Това са дворът с колоните и светилището на статуите. Различни теории са се опитвали да обяснят защо понякога царете са изграждали повече от една пирамида. Според едно предложение това е било политическо решение на ежегоден проблем – през месеците на разлива, когато селяните не са можели да обработват земята, вероятно е било желателно да ги ангажират в големи държавни строителни проекти, които не само биха изхранвали тях и семействата им, но и биха предотвратили евентуалното им бунтуване и недоволство. След като една пирамида е била завършвана, работната сила е била премествана на друг подобен обект. Но това практично обяснение на мотивацията на египетските владетели да строят пирамиди не е общоприето. Друга възможност е някои царе, радвали се на дълго царуване и разполагащи с достатъчно ресурси, да са строили повече от една пирамида, така че двойната им роля на владетели и на севера, и на юга да бъде увековечена от два погребални паметника – гробница и кенотаф.